# Nancy Sorel
Pour les articles homonymes, voir Sorel.
Nancy Sorel est une actrice canadienne née le 14 mai 1964. Elle est connue pour ses participartions à de nombreuses séries télévisées américaines et canadiennes.

## Biographie
Nancy Sorel a commencé sa carrière d'actrice dans des pièces de théâtre Off Broadway, avant de jouer à la télévision à partir de la fin des années 1980. Elle apparaît ainsi dans plusieurs séries comme La loi est la loi, Arabesque, Highlander, ou encore dans un épisode de la saison 3 de X-Files : Aux frontières du réel.
Elle tient également d'autres nombreux rôles dans des séries comme La Treizième Dimension, Stargate SG-1, Les 4400. Parmi les personnages récurrents qu'elle a joué, on peut citer celui de Kim Leary dans Coroner Da Vinci (1999-2000) et plus récemment, celui de Clara Fine dans Less Than Kind (rôle qu'elle tient depuis le lancement de la série en 2008, et qui lui a valu de remporter un Canadian Comedy Award.)
Nancy Sorel est mariée au comédien Paul Magel.

## Filmographie

### Cinéma
- 1992 : Crow's Nest : Annie Corssetti
- 1997 : Je t'aime, ne me touche pas! (I Love You, Don't Touch Me!) : Elizabeth
- 2006 : Goose on the Loose : Hazel McQuaig
- 2012 : Rufus : Vickie
- 2014 : Et si le ciel existait ? : Dr. Charlotte Slater
- 2016 : Considering Love and Other Magic : Linda
- 2018 : How It Ends : Sonographe
- 2019 : Breakthrough : Mrs. Abbott
- 2019 : Mes autres vies de chien : La propriétaire de Ringo
- 2020 : The Grudge : Agent Cole
- 2024 : Ordinary Angels : Virginia

### Télévision

#### Téléfilm
- 1993 : Relentless : Mind of a Killer : Natalie
- 1995 : Black Fox : Sarah Johnson
- 1995 : Black Fox : The Price of Peace : Sarah Johnson
- 1995 : Black Fox : Good Men and Bad : Sarah Johnson
- 1996 : In the Lake of the Woods : Pat Hood
- 2000 : Graine de héros (Up, Up and Away!) : Mrs. Rosen
- 2000 : Rencontre avec le passé (The Man Who Used to Be Me) : Dr Beck
- 2003 : Ultime menace (Critical Assembly) : Agent du FBI
- 2013 : Bunks : Mom
- 2018 : Sauver une vie pour Noël (Once upon a Christmas miracle) : Kathy Krueger
- 2019 : Une romance de Noël en sucre d'orge (Merry & Bright) : Sara Carter
- 2020 : L'amour sous les flocons (Amazing Winter Romance) de Jason Bourque : Maggie Miller
- 2020 : Un Noël avec toi : Nancy Bennet

#### Série télévisée
- 1989 : Generations : Monique McCallum
- 1991 : Matlock : Faith Gamson
- 1991 : La loi est la loi : Meredith Toomey
- 1992 : Street Justice
- 1992 : L'As de la crime : Lisa
- 1992 : Lighting Force : Morgana Finstad
- 1992 : Les Trois As (The Hat Squad)
- 1992 : Docteur Doogie : Roxanne Rollins
- 1992-1993 : Down the Shore : Sammy
- 1993 : Arabesque : Jill Walker Machio
- 1994 : Beverly Hills 90210 : Gloria Richland
- 1994 : Highlander : Jill
- 1995 : A Whole New Ballgame (en)
- 1995 : La maison en folie : Julie
- 1995 : X-Files : Aux frontières du réel : Capitaine Janet Draper
- 1997 : Au-delà du réel : Page Houghton
- 1998 : Welcome to Paradox : Cleo Lawson
- 1999 : TV Business : Gyra Hampton
- 1999-2000 : Coroner Da Vinci : Kim Leary
- 2000 : Hope Island (en) : Gwen
- 2000 : Cold Squad, brigade spéciale : Evelyn Ford
- 2000 : Au-delà du réel : Dana van Owen
- 2000 : First Wave : Susan
- 2001 : Sept jours pour agir : Esther Simms
- 2002 : Haunted : Susan Mason
- 2002 : John Doe
- 2003 : La Treizième Dimension : Morgan
- 2003 : Les 4400 : Jane Orman
- 2005 : Stargate SG-1 : Garan
- 2005 : Tru Calling : Barbara
- 2009-2014 : Cashing In : Claire Eastman (26 épisodes)
- 2010 : Keep Your Head Up, Kid: The Don Cherry Story : Honey Martini
- 2008-2012 : Less Than Kind : Clara Fine (40 épisodes)
- 2015 : The Pinkertons : Marm/ Madeleine McGoldrick
- 2016-2018 : Le Maître du Haut Château : Mary Dawson (4 épisodes)
- 2023 : Spencer Sisters : Marlina Briggs (1 épisode)